# Дивізіон Патрик
Дивізіо́н Патри́к Національної хокейної ліги було сформовано у 1974 році в складі Конференції Кларенса Кемпбела. Дивізіон перемістили до Конференції Принца Уельського у 1981 року. Проіснував 19 сезонів до 1993 року. Дивізіон названо на честь Лестера Патрика. Був попередником Атлантичного дивізіону.

## Зміни структури дивізіону

### 1974—1979
- Філадельфія Флайєрс
- Нью-Йорк Айлендерс
- Нью-Йорк Рейнджерс
- Атланта Флеймс

#### Зміни після сезону 1973—1974
- Створено дивізіон Патрик в результаті перерозташування ліги.
- Нью-Йорк Айлендерс та Нью-Йорк Рейнджерс перебазувалися зі Східного дивізіону.
- Філадельфія Флайєрс та Атланта Флеймс перебазувалися із Західного дивізіону.

### 1979—1980
- Філадельфія Флайєрс
- Нью-Йорк Айлендерс
- Нью-Йорк Рейнджерс
- Атланта Флеймс
- Вашингтон Кепіталс

#### Зміни після сезону 1978—1979
- Команда Вашингтон Кепіталс перебазувалася з дивізіону Норрис.

### 1980—1981
- Філадельфія Флайєрс
- Нью-Йорк Айлендерс
- Нью-Йорк Рейнджерс
- Калгарі Флеймс
- Вашингтон Кепіталс

#### Зміни після сезону 1979—1980
- Атланта Флеймс переїхала до Калгарі, провінція Альберта і стали називатися Калгарі Флеймс.

### 1981—1982
- Філадельфія Флайєрс
- Нью-Йорк Айлендерс
- Нью-Йорк Рейнджерс
- Піттсбург Пінгвінс
- Вашингтон Кепіталс

#### Зміни після сезону 1980—1981
- Дивізіон Патрик перейшов до Конференцій Принца Уельського від Конференції Кларенса Кемпбела.
- Калгарі Флеймс Перебазувалися до дивізіону Смайт.
- Піттсбург Пінгвінс прибули з дивізіону Норрис.

### 1982—1993
- Філадельфія Флайєрс
- Нью-Джерсі Девілс
- Нью-Йорк Айлендерс
- Нью-Йорк Рейнджерс
- Піттсбург Пінгвінс
- Вашингтон Кепіталс

#### Зміни після сезону 1981—1982
- Колорадо Рокіс переїхали до Іст Резерфорду, штат Нью-Джерсі і стали Нью-Джерсі Девілс.
- Нью-Джерсі Девілс прибули з дивізіону Смайт.

### Після сезону 1992—1993
Лігу було перерозподілено на дві конференціяї по два дивізіони у кожній:
- Східна конференція
  - Атлантичний дивізіон
  - Північно-східний дивізіон
- Західна конференція
  - Центральний дивізіон
  - Тихоокеанський дивізіон

## Переможці чемпіонату дивізіону
У дужках (перемоги-нічиї-поразки, набрані очки у регулярному сезоні).
- 1975 - Філадельфія Флайєрс (51–18–11, 113 очок)
- 1976 - Філадельфія Флайєрс (51–13–16, 118 очок)
- 1977 - Філадельфія Флайєрс (48–16–16, 112 очок)
- 1978 - Нью-Йорк Айлендерс (48–17–15, 111 очок)
- 1979 - Нью-Йорк Айлендерс (51–15–14, 116 очок)
- 1980 - Філадельфія Флайєрс (48–12–20, 116 очок)
- 1981 - Нью-Йорк Айлендерс (48–18–14, 110 очок)
- 1982 - Нью-Йорк Айлендерс (54–16–10, 118 очок)
- 1983 - Філадельфія Флайєрс (49–23–8, 106 очок)
- 1984 - Нью-Йорк Айлендерс (50–26–4, 104 очки)
- 1985 - Філадельфія Флайєрс (53–20–7, 113 очок)
- 1986 - Філадельфія Флайєрс (53–23–4, 110 очок)
- 1987 - Філадельфія Флайєрс (46–26–8, 100 очок)
- 1988 - Нью-Йорк Айлендерс (39–31–10, 88 очок)
- 1989 - Вашингтон Кепіталс (41–29–10, 92 очки)
- 1990 - Нью-Йорк Рейнджерс (36–31–13, 85 очок)
- 1991 - Піттсбург Пінгвінс (41–33–6, 88 очок)
- 1992 - Нью-Йорк Рейнджерс (50–25–5, 105 очок)
- 1993 - Піттсбург Пінгвінс (56–21–7, 119 очок)

## Переможці плей-оф дивізіону
- 1982 - Нью-Йорк Айлендерс
- 1983 - Нью-Йорк Айлендерс
- 1984 - Нью-Йорк Айлендерс
- 1985 - Філадельфія Флайєрс
- 1986 - Нью-Йорк Рейнджерс
- 1987 - Філадельфія Флайєрс
- 1988 - Нью-Джерсі Девілс
- 1989 - Філадельфія Флайєрс
- 1990 - Вашингтон Кепіталс
- 1991 - Піттсбург Пінгвінс
- 1992 - Піттсбург Пінгвінс
- 1993 - Нью-Йорк Айлендерс

## Володарі Кубка Стенлі
1. 1975 - Філадельфія Флайєрс
2. 1980 - Нью-Йорк Айлендерс
3. 1981 - Нью-Йорк Айлендерс
4. 1982 - Нью-Йорк Айлендерс
5. 1983 - Нью-Йорк Айлендерс
6. 1991 - Піттсбург Пінгвінс
7. 1992 - Піттсбург Пінгвінс

## Число перемог у дивізіоні за командою
| Команда             | Число перемог у дивізіоні | Рік останньої перемоги |
| ------------------- | ------------------------- | ---------------------- |
| Філадельфія Флайєрс | 8                         | 1987                   |
| Нью-Йорк Айлендерс  | 6                         | 1988                   |
| Нью-Йорк Рейнджерс  | 2                         | 1992                   |
| Піттсбург Пінгвінс  | 2                         | 1993                   |
| Вашингтон Кепіталс  | 1                         | 1989                   |